# Pieros
Pieros est l'une des six localités de la commune espagnole (municipio) de Cacabelos dans la comarque de El Bierzo, province de León, communauté autonome de Castille-et-León, au nord-ouest de l'Espagne.
Cette localité est une halte sur le Camino francés du Pèlerinage de Saint-Jacques-de-Compostelle.

## Histoire

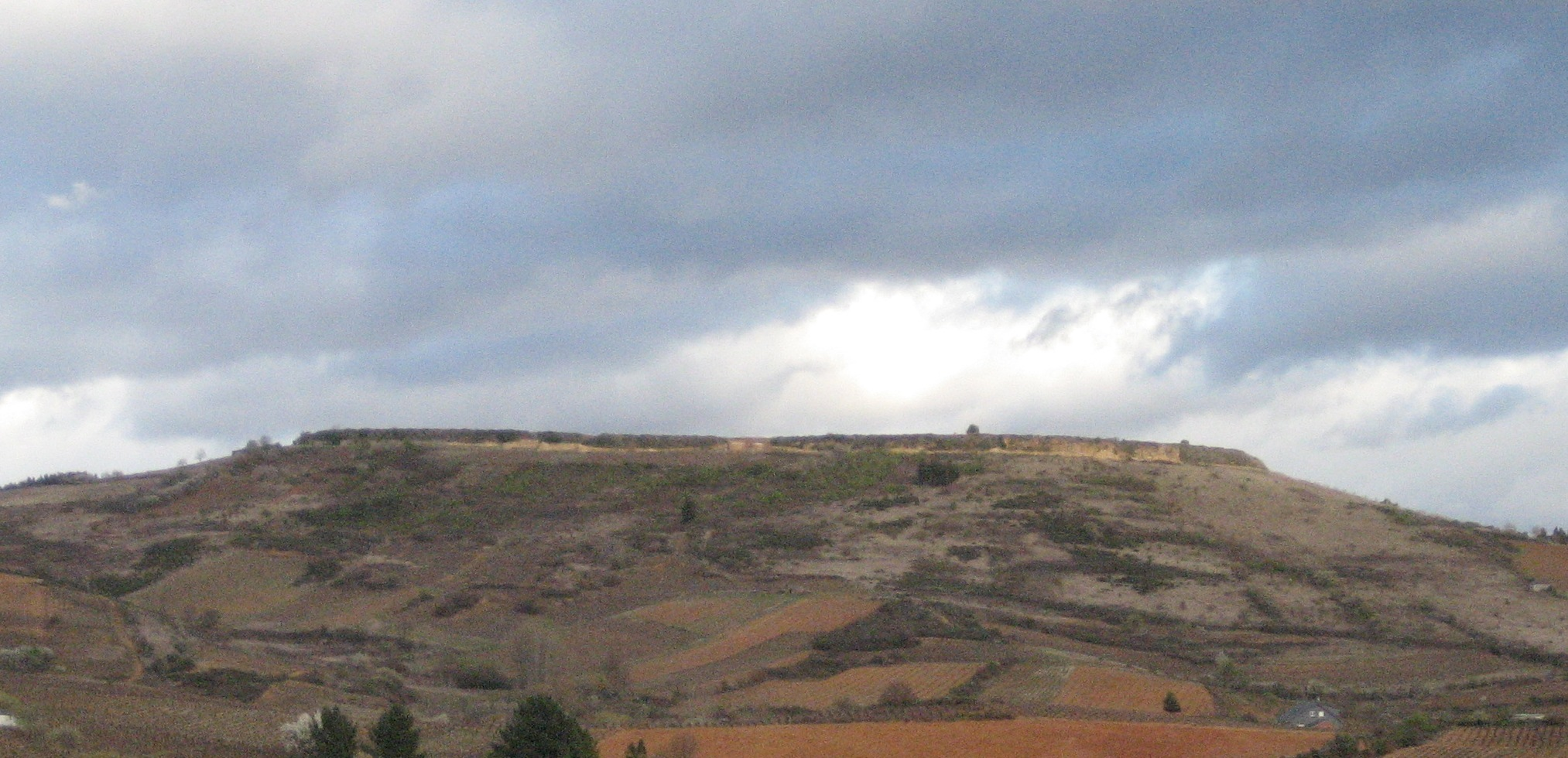
Castro Bergidum, site archéologique près de Pieros.

## Géographie

### Localités voisines
| Nord-ouest Valtuille de Arriba (municipio de Villafranca del Bierzo)           | Nord San Clemente (es) (municipio de Cacabelos)                          | Nord-est Arborbuena (es) (municipio de Cacabelos)  |
| Ouest Villafranca del Bierzo (chef-lieu) (municipio de Villafranca del Bierzo) |                                                                          | Est Cacabelos (chef-lieu) (municipio de Cacabelos) |
| Sud-ouest Valtuille de Abajo (es) (municipio de Villafranca del Bierzo)        | Sud Iglesia del Campo et Sorribas (es) (municipio de Toral de los Vados) | Sud-est San Juan (municipio de Carracedelo)        |

## Culture et patrimoine

### Pèlerinage de Compostelle
Par le Camino francés du Pèlerinage de Saint-Jacques-de-Compostelle, le chemin vient de la localité chef-lieu de Cacabelos, dans le municipio du même nom.
La prochaine halte est la localité chef-lieu de Villafranca del Bierzo dans le municipio du même nom.

## Sources et références
- (fr) Grégoire, J.-Y. & Laborde-Balen, L. , « Le Chemin de Saint-Jacques en Espagne - De Saint-Jean-Pied-de-Port à Compostelle - Guide pratique du pèlerin », Rando Éditions, mars 2006,  (ISBN 2-84182-224-9)
- (fr)« Camino de Santiago St-Jean-Pied-de-Port - Santiago de Compostela », Michelin et Cie, Manufacture Française des Pneumatiques Michelin, Paris, 2009,  (ISBN 978-2-06-714805-5)
- (fr)« Le Chemin de Saint-Jacques Carte Routière », Junta de Castilla y León, Editorial
- (es) C. Pereira Martínez, « Panorámica de la Orden del Temple en la Corona de Galicia-Castilla-León », Criterios, res publica fulget: revista de pensamiento político y social, no 6,‎ 2006, p. 173-204 (lire en ligne)